# Pizzo al tombolo di Predoi

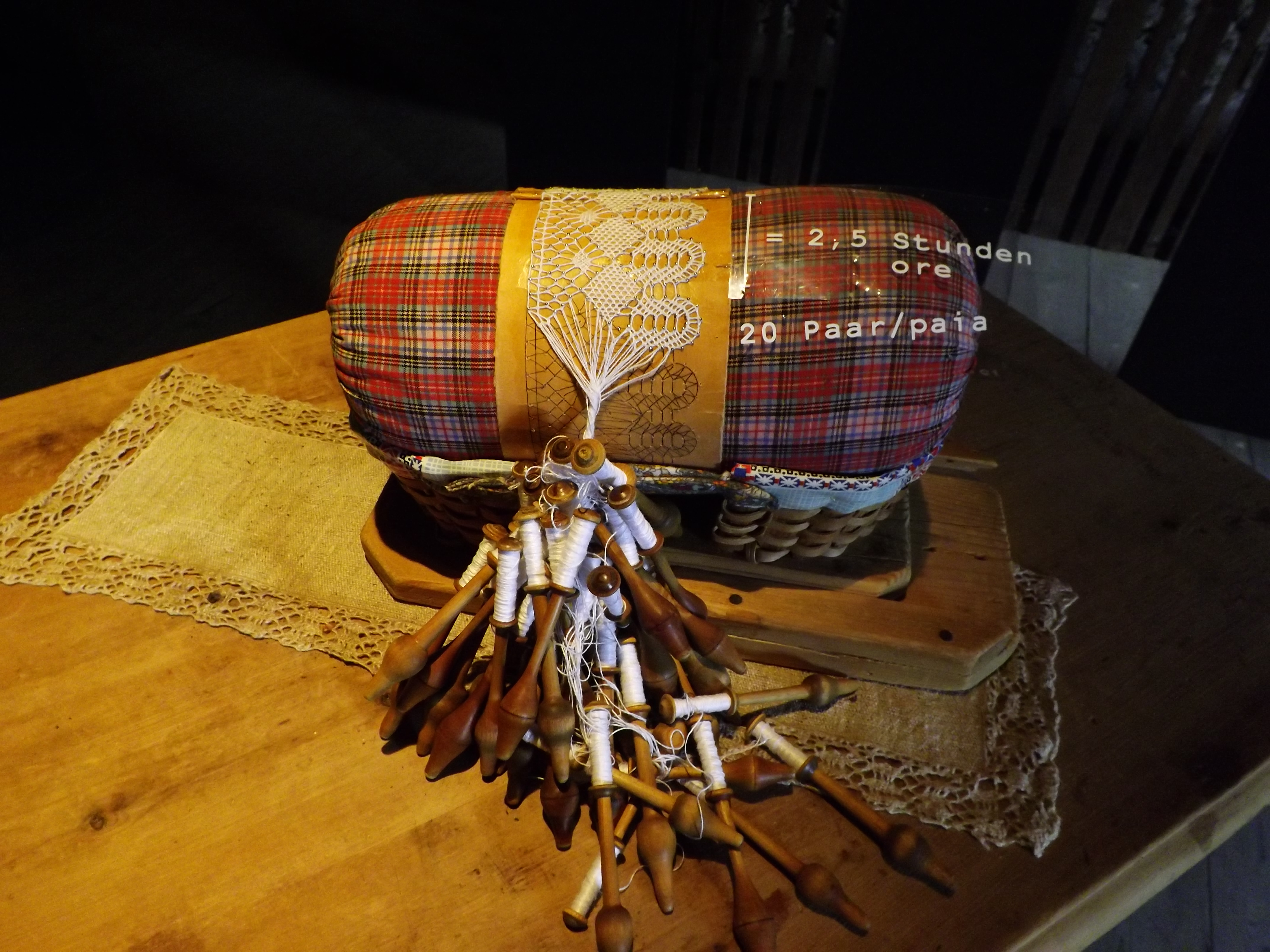
Un esempio di pizzo al tombolo della Valle Aurina, recante il tempo di realizzazione e il numero dei fuselli utilizzati. Dalla mostra "La storia e le tradizioni della Valle Aurina" presso il Castello di Campo Tures.

Il pizzo al tombolo di Predoi è un merletto tipico del paese di Predoi, comune più settentrionale d'Italia in Alto Adige, dove da più di cento anni è tramandata tradizionalmente la realizzazione di pizzo al tombolo. Non esiste abitazione che non abbia il suo kloppelpinggele (il tombolo) in bella mostra, così come sono spesso esposti meravigliosi centrini e figure di ogni sorta realizzate con questa tecnica.

## Storia
La storia della comparsa del pizzo al tombolo in questa zona remota e sperduta fra le Alpi della catena montuosa dei Tauri, nell'attuale parco naturale Vedrette di Ries-Aurina, si perde nella notte dei tempi. Prima della scoperta di questa tecnica, Predoi era un paese molto famoso per la presenza di una miniera di rame che dava lavoro a moltissime persone sia della valle Aurina, sia delle vallate limitrofe. Era un'attività talmente tanto redditizia che molti lavoratori provenivano addirittura anche da altri Stati. Secondo la tradizione pare che fu proprio un minatore della Moravia a portare quest'arte a Predoi nel XVIII secolo. Stando alle fonti ufficiali, pare che nella seconda metà del XVIII secolo nel tribunale distrettuale di Campo Tures esistevano circa 300 persone che realizzavano pizzi con questa tecnica. Nel XIX secolo, il numero di merlettai era aumentato a oltre 500 persone, tra le quali c'erano parecchi uomini.
Con la diminuzione della fabbricazione artigianale, a partire dalla seconda metà del XIX secolo, in generale, il numero di merlettai diminuì anche a Predoi a circa 10 o 15 persone.
Quando intorno al 1893 la miniera cessò la sua attività, una quarantina di famiglie rimasero senza lavoro e, prive di denaro, dovettero pensare a una nuova fonte di sostentamento. Il parroco di allora, Johann Pescosta, pensò che il pizzo al tombolo sarebbe stato l'ideale per risollevare le sorti delle famiglie giacché all'epoca era un mestiere particolarmente redditizio: i pizzi erano parte integrante dei costumi tradizionali delle Alpi, sia di uomini sia di donne, così come erano spesso presenti nell'abbigliamento delle donne e del clero.
Grazie all'intercessione del parroco, all'aiuto dei proprietari della miniera e più tardi del parroco Franz Kleinlechner, tre giovani ragazze lavoratrici del tombolo particolarmente dotate, furono inviate a Vienna per perfezionare quell'arte. Quando ritornarono a Predoi, queste ragazze insegnarono l'arte anche alle altre donne del paese. All'epoca anche molti uomini impararono a usare il tombolo, partecipando attivamente alla produzione di meravigliosi merletti. Inaspettatamente, il successo di questo lavoro fu immediato: aristocratici e famiglie nobiliari acquistarono subito i lavori provenienti dalla valle Aurina. Cominciò così a un'attività artigianale che divenne rapidamente famosa in tutta Europa e che strappò dalla miseria le famiglie della zona. Il guadagno per le artigiane non era molto elevato, tant'è che spesso venivano pagate anche solo con generi alimentari. Il commercio di questi pizzi veniva fatto all'interno dell'unico negozio in Predoi, di proprietà di Thekla Kofler. Questi una volta all'anno si dirigeva a Innsbruck, e nelle vicina cittadina di Igls, per vendere i manufatti alla clientela della borghesia e della nobiltà dell'epoca.
Con l'inizio della prima guerra mondiale, l'Alto Adige si staccò dall'Austria e quindi anche reperire il materiale per i filati fu molto difficile. Spesso le donne erano costrette a fare lunghi viaggi per comperare il materiale e vendere i loro pizzi. Fu solo negli anni 1930 si poté riprendere a lavorare al tombolo con filati provenienti da Milano, ma ormai erano cambiati i tempi e non c'era più quella richiesta di pizzi che esisteva un tempo. Il pizzo al tombolo però, seppur non come prima, continuò a esser prodotto e venduto un po' in tutta Europa, pubblicizzato in mostre e pubblicato anche su giornali di moda.

## La scuola del pizzo al tombolo
Poiché la richiesta di pizzo al tombolo era talmente elevata, si pensò di realizzare una vera e propria scuola che fu istituita nel 1894, fondata da Rosa Kofler (poi Mittermair), dove vennero tramandati alle donne della valle gli insegnamenti imparati a Vienna.
Durante i suoi viaggi oltre il confine, Thekla Kofler conobbe una coppia di Vienna che nutriva un particolare interesse per questo tipo di arte, tanto che la loro attenzione cadde su alcuni modelli di Rosa. Thekla raccontò che quei pizzi erano stati realizzati dalla figlia nella scuola di merletto che esisteva a Predoi. Ciò venne seguito da un incontro nella sala parrocchiale di Predoi, durante il quale Rosa fu invitata ufficialmente a visitare la città sul Danubio. Rosa Kofler Mittermair perfezionò questa tecnica seguendo quindi dei corsi a Londra, in Slovenia (a Idria vicino a Lubiana) e sui monti Metalliferi. Intorno agli inizi del Novecento la scuola era ancora in funzione e Rosa, oltre a esser insegnante, era divenuta anche direttrice. I corsi si svolgevano con regolarità, della durata di circa otto mesi.
Con l'avvento dei due conflitti mondiali la scuola venne chiusa più volte, giacché le donne dovettero lasciare il tombolo per occuparsi del lavoro nei campi in assenza degli uomini in guerra. Riaprì i battenti nuovamente nel 1948, rifondata dall'EMAPI, con il riconoscimento statale e sotto la supervisione di Rosa Mittermair che ne rimase direttrice fino alla sua morte avvenuta nel 1969. La scuola esiste ancora oggi e tramanda quest'arte ad adulti e bambini del paese.
Nel 1994 il comune di Predoi fondò l'Associazione Scuola di Pizzi al Tombolo, con lo scopo di non far scomparire questa tecnica e di tramandarla alle nuove generazioni. Annualmente la provincia autonoma di Bolzano sovvenziona corsi per imparare questa arte, fornendo tutto il materiale: filo, spilli, disegni su cartone e fuselli.
Dimostrazioni pratiche si svolgono alla Haus Prettau, al Museo provinciale delle miniere - Miniera di Predoi e al centro visitatori del parco naturale a Casere. In estate le bambine del paese partecipare a classi mattutine dove viene insegnata questa tecnica e i turisti possono assistervi. Trattandosi di un'attività tradizionale, normalmente i corsi si rivolgono solo agli abitanti del paese.